# Winfried Glatzeder
Winfried Glatzeder (n. 26 aprilie 1945, Sopot, voievodatul Pomerania, Polonia) este un actor german de teatru, film și televiziune. 

## Biografie

### Primii ani
S-a născut în orașul Sopot ca singurul copil al unei croitorese și al unui reprezentant comercial de articole de îmbrăcăminte. Mama lui era de origine evreiască și s-a ascuns împreună cu bunica sa în perioada nazistă pentru a scăpa de deportare. În anul 1942 s-a căsătorit cu tatăl lui Winfried, care a murit în 1944 în captivitatea sovietică. La scurt timp după nașterea lui Winfried, mama lui a fost primită într-o instituție psihiatrică, unde s-a îmbolnăvit de tuberculoză și a petrecut mulți ani prin sanatorii. Copilul a fost încredințat bunicilor care locuiau la Berlin. Bunicul său, Gustav Adolf Werner, era proprietarul unei firme de construcții și a devenit la scurt timp primarul localităților Berlin-Lichtenberg și Friedrichshain. Winfried s-a întâlnit la vârsta de cinci ani cu mama sa, care s-a întors în familie când el avea zece ani. 
Glatzeder a descoperit teatrul în timpul perioadei școlare, când a devenit membru al grupului de teatru din Berlin-Lichtenberg. Primul său rol a fost cel de croitor într-un spectacol după o poveste a fraților Grimm. A studiat la școala tehnică de mecanică VEB Kühlomat din Johannisthal. Împreună cu viitorul actor Wilfried Loll a fondat o trupă de teatru. În 1965 a fost admis la Hochschule für Film und Fernsehen Babelsberg (Școala de Film și Televiziune) din Potsdam. 

### Cariera
A debutat pe micul ecran la vârsta de 22 de ani în rolul Udo din comedia de televiziune DEFA Ein Lord am Alexanderplatz (1967), alături de Erwin Geschonneck și Armin Mueller-Stahl. Un an mai târziu a debutat pe scena teatrului HFF Potsdam în comedia Cum vă place de William Shakespeare (1968). A apărut apoi în filmele western regizate de Gojko Mitića: Spur des Falken (1968), alături de Barbara Brylska, și Tecumseh (1972). A interpretat rolul principal în melodrama Die Legende von Paul und Paula (1973). A apărut în mai multe episoade ale unor seriale de televiziune, inclusiv: Polizeiruf 110 (1975, 1977), Hotel Polan und seine gaste (1982), Derrick (1989), Tatort (1994) și Alarm für Cobra 11 (1998).

### Viața personală
În 1970 s-a căsătorit cu Marion Glatzeder. Are doi fii - actorul Robert Glatzeder (n. 1971) și un fiu dintr-o relatie anterioară. În 2008 și-a publicat autobiografia "Paul und ich" (Paul și eu). S-a stabilit cu familia la Berlin. 

## Filmografie selectivă

### Filme artistice
- 1967 Lordul din Alexanderplatz (Ein Lord am Alexanderplatz), regia Günter Reisch
- 1968 Pe urmele șoimului (Spur des Falken), regia Gottfried Kolditz
- 1972 Tecumseh, regia Hans Kratzert
- 1973 Die Legende von Paul und Paula - Paul
- 1974 Orașe și ani (Города и годы) - Kurt Wann
- 1976 Schmidt tace și... nu face! (Nelken in Aspik), regia Günter Reisch
- 1979 Für Mord kein Beweis
- 1980 Yvonne (TV) - Marcel
- 1984 Bali (TV) - Michael Stern
- 1986 Die Geduld der Rosa Luxemburg - Paul Levi
- 1999 Sonnenallee - Paul / vecinul lui Miriam
- 2006 Karl-May-Spiele: Winnetou III (TV) - Santer
- 2007 Die Flucht (TV) - valetul Dietrich
- 2008 Tischlein deck dich - croitorul
- 2011 Le Havre - client din bar
- 2012 Die Lebenden - Michael Weiss

### Seriale TV
- 1975: Polizeiruf 110 - Kurt Dierich
- 1977: Polizeiruf 110 - Arthur Peltzer
- 1982: Hotel Polan und seine gaste - Oskar Polan
- 1986: Detektivbüro Roth - dr. Alfred Saebisch
- 1988: Praxis Bülowbogen - Manny Grothe
- 1989: Derrick - Bareck
- 1990: Ron & Tanja - Pacul
- 1993: SOKO 5113 - Wegner
- 1993: Happy Holiday - Hendrik
- 1994: Derrick - Kubanke
- 1994: Tatort - Ollenberg
- 1995: Derrick - Benjamin Prasko
- 1996: Hallo, Onkel Doc! - dl. Schäfer
- 1996: Ärzte - prof. Peter Haeusler
- 1996-98: Tatort - comisarul Ernst Roiter
- 1997: Das Geheimnis des Sagala - Vater Zawilski, tată lui Kuba și Jack
- 1998: Alarm für Cobra 11 - Jürgen Henze
- 1999: Polizeiruf 110 - dr. Schwedler
- 2005: Berlin, Berlin - vindecătorul Thor
- 2010-2012: Unser Charly - Jürgen Wolff
- 2013: Die Geschichte Mitteldeutschlands - Friedrich August I